# Villa Ebeling

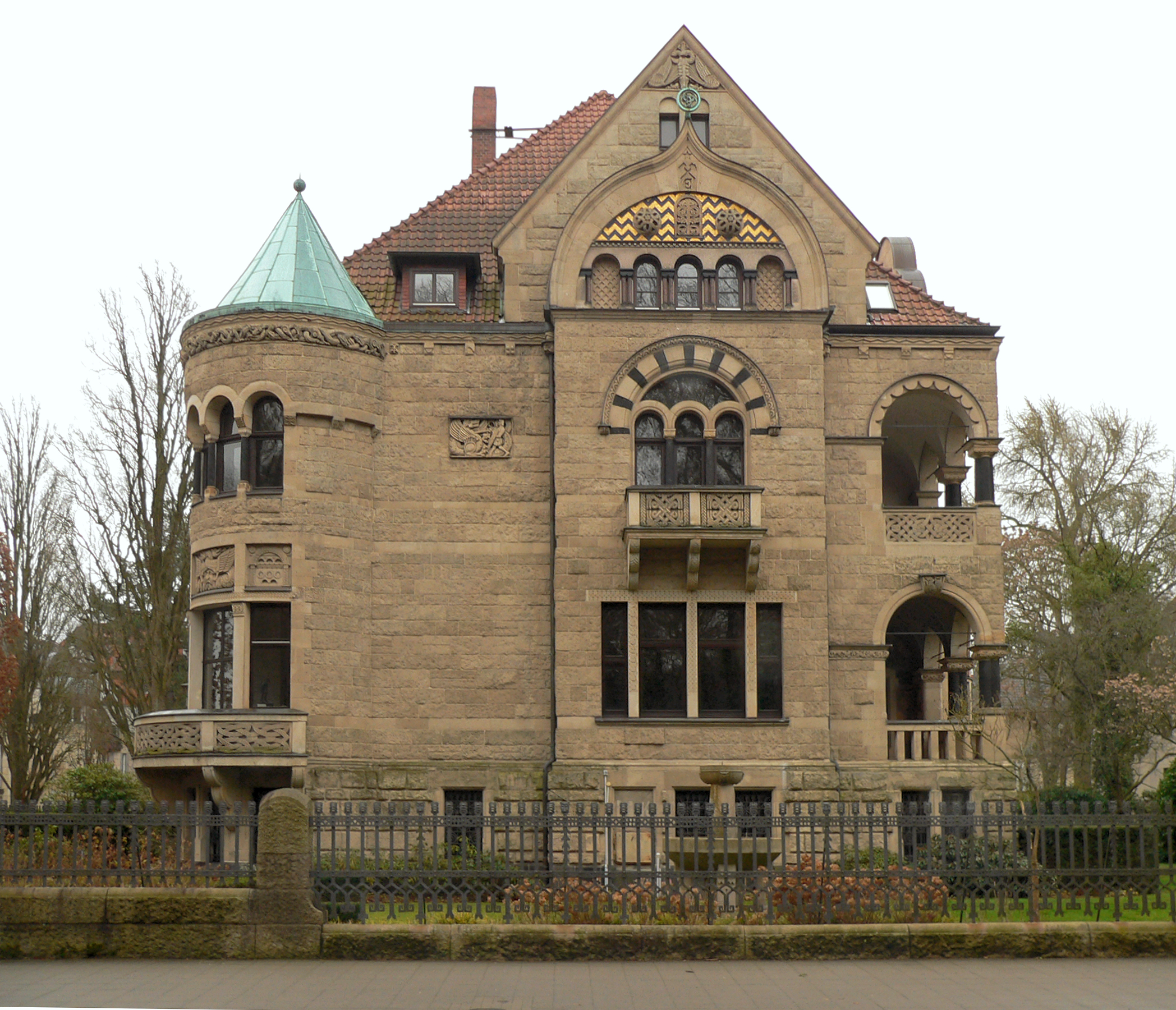
Villa Ebeling mit der Schauseite zur Loebensteinstraße

Die Villa Ebeling ist eine Villa im Stadtteil Zoo in Hannover. Sie wurde als Wohnhaus des Bergmanns und Generaldirektors Georg Ebeling nach Plänen des Architekten Ferdinand Eichwede erbaut und 1904 fertiggestellt. Die im neuromanischen Stil errichtete Villa gilt als ein herausragendes Beispiel des hannoverschen Villenbaus am Beginn des 20. Jahrhunderts und steht unter Denkmalschutz.

## Baubeschreibung
Die Villa liegt auf einem Eckgrundstück innerhalb eines Villenviertels am Rande des Stadtwaldes Eilenriede unweit des Zoo Hannover. Der zweigeschossige und unterkellerte Bau hat einen nahezu quadratischen Grundriss. Die Hauptschauseite der Villa, auf der sich im Inneren auch die Repräsentationsräume befinden, zeigt zur Loebensteinstraße. Der Eingang liegt an einer Nebenstraße, der Ludwig-Barnay-Straße.

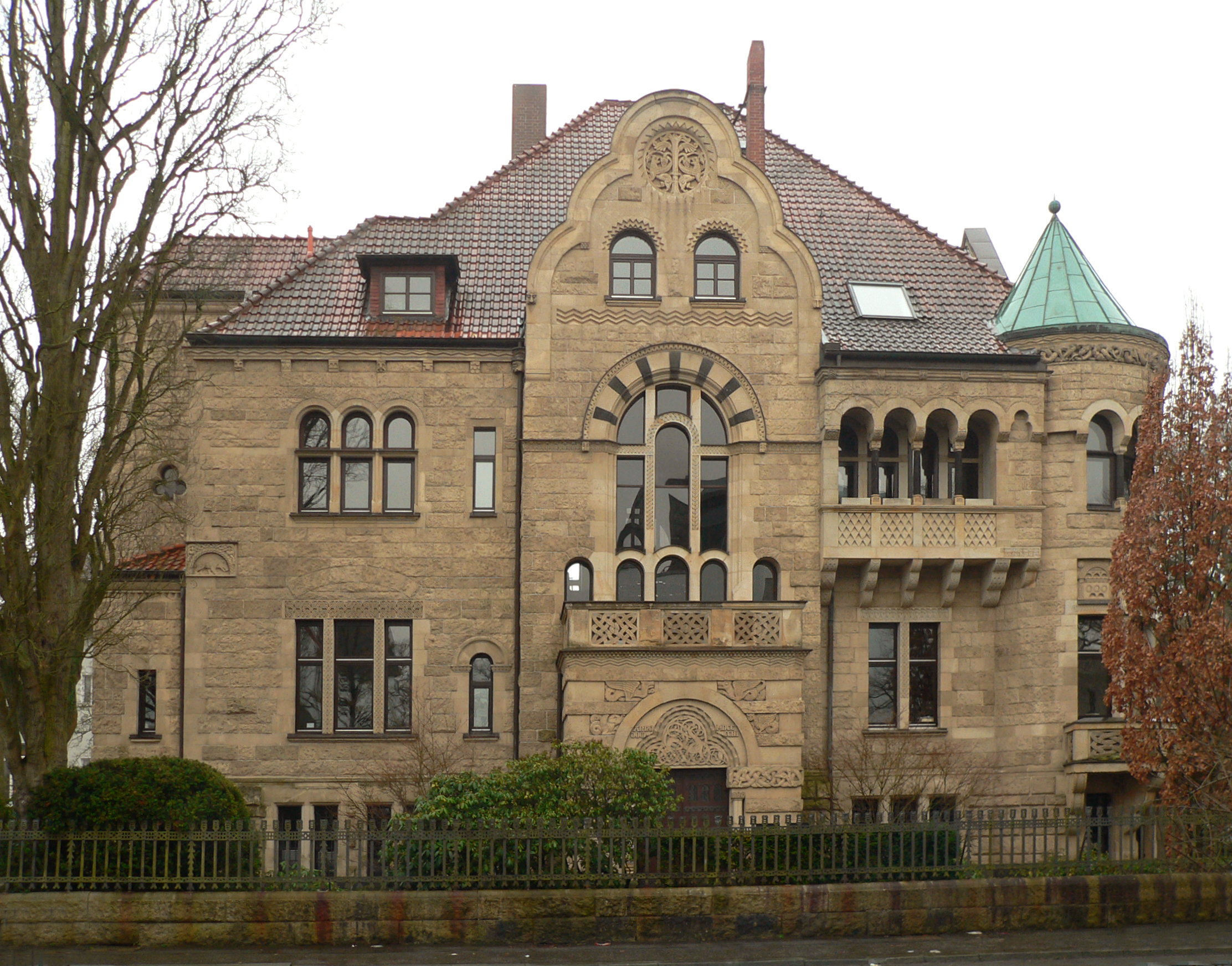
Nebenstraßenansicht mit dem Eingang

### Äußeres
Die Fassade besteht aus Natursteinmauerwerk mit blockartigen Steinquadern. Sie weist eine Vielzahl an architektonischen Details, wie Balkone, Risalite, Rundbögen, Loggien und Türme, auf. Zum Fassadenschmuck gehören Mosaike, geometrische Muster, Flechtwerk und figürliche Darstellungen. Sie zeigen Motive der nordischen Mythologie, wie Drachen, Fabelwesen und Ritter. Die Friese an den Bauteilen weisen Formen der romanischen oder nordischen Ornamentik auf. An der Hauptschauseite ist in der Spitze des Risalits mit Kielbogen das Wappen des Erbauers in den Stein eingearbeitet. Es ist ein „E“ für Ebeling unterhalb der Bergwerksinsignien Schlägel und Eisen. Darüber befindet sich ein Aufsatz aus Kupfer mit drei verschlungenen Ringen, die wahrscheinlich die Söhne Ebelings symbolisieren sollen. Das Dach war ursprünglich mit grün glasierten Ziegeln gedeckt. Vor dem Haus befindet sich ein 1904 aufgestellter Brunnen aus Sandstein, der Reliefs mit nordischen Mustern aufweist.
Im Garten steht eine ehemals als Pferdestall genutzte Remise, deren Satteldach später durch ein Flachdach ersetzt wurde. Die schmiedeeiserne Grundstückseinfriedung enthält verschiedene Muster sowie Flechtwerk und Tierdarstellungen.

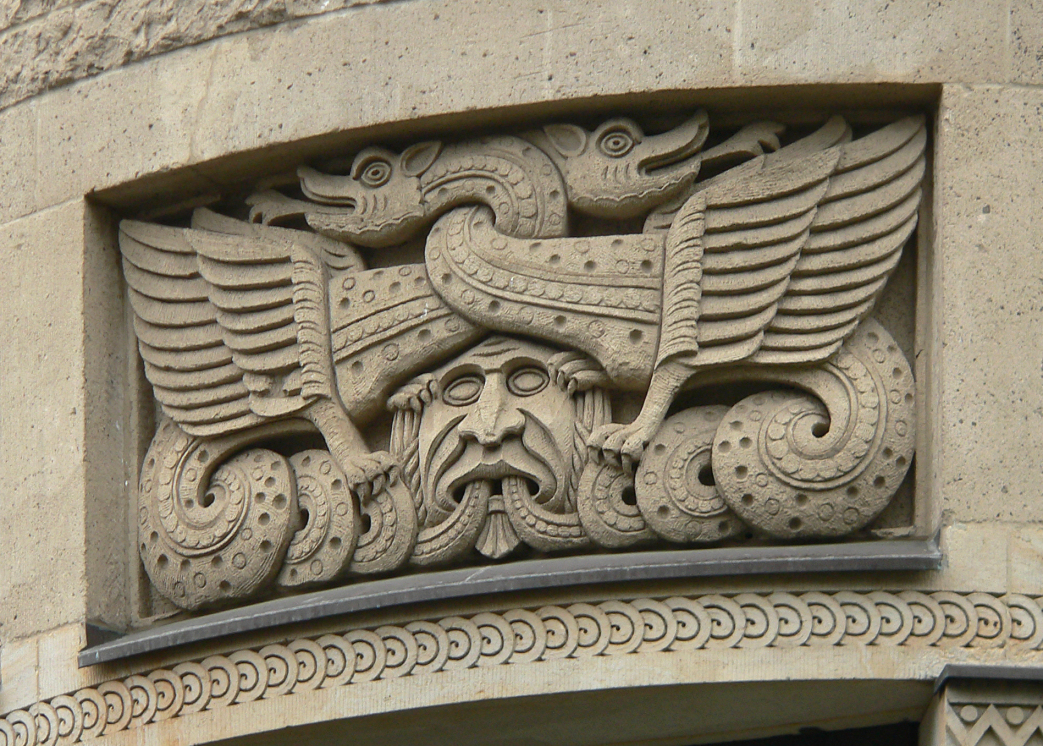
Fassadenschmuck am Eckturm
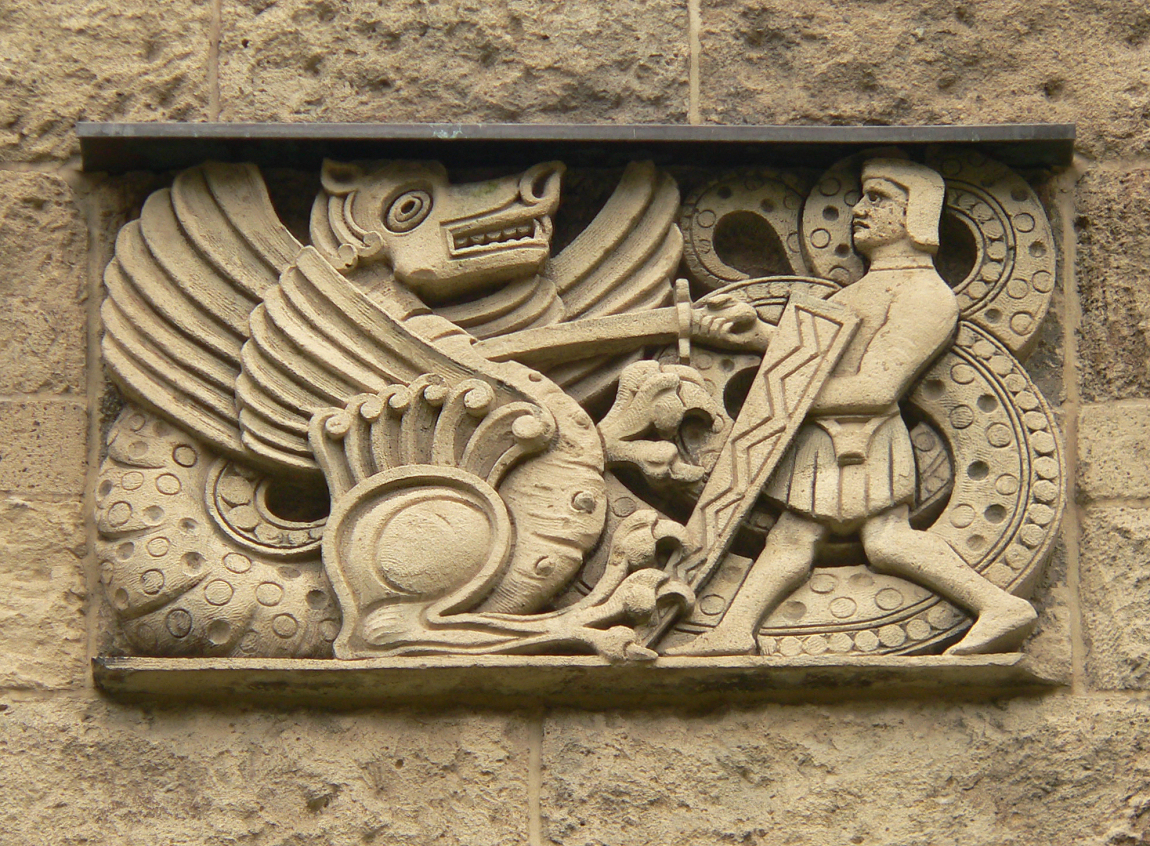
Relief mit dem heiligen Georg als Drachentöter
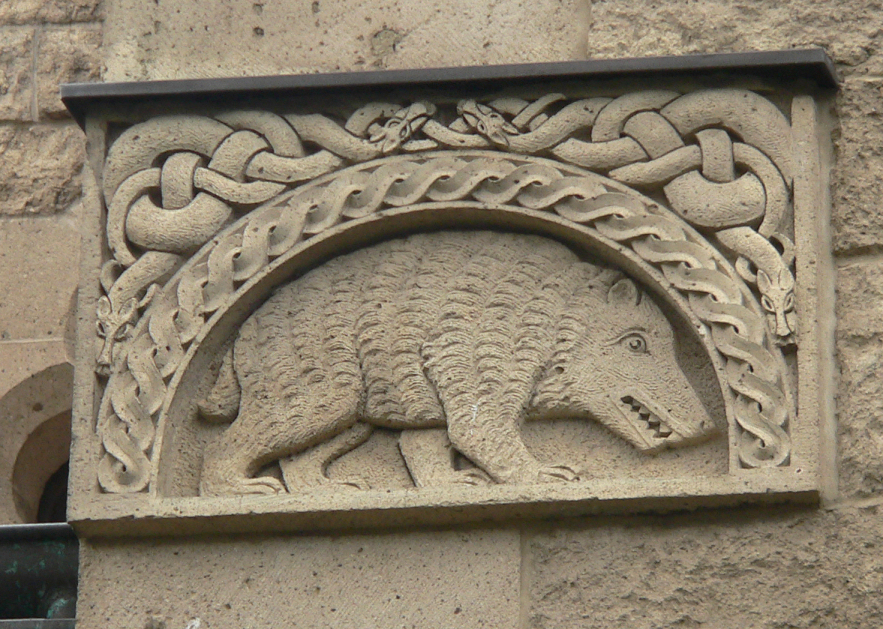
Fassadenschmuck
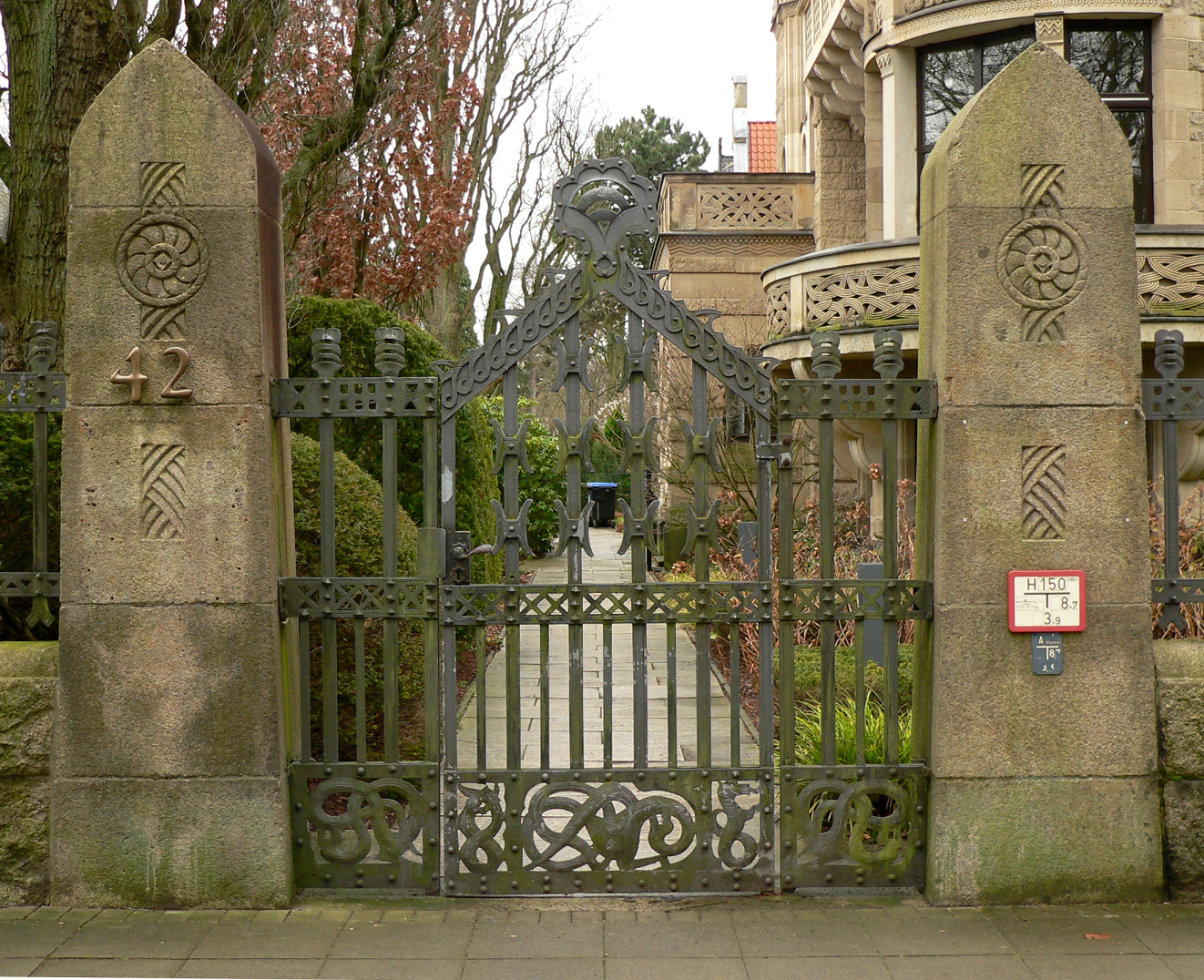
Eingangstor
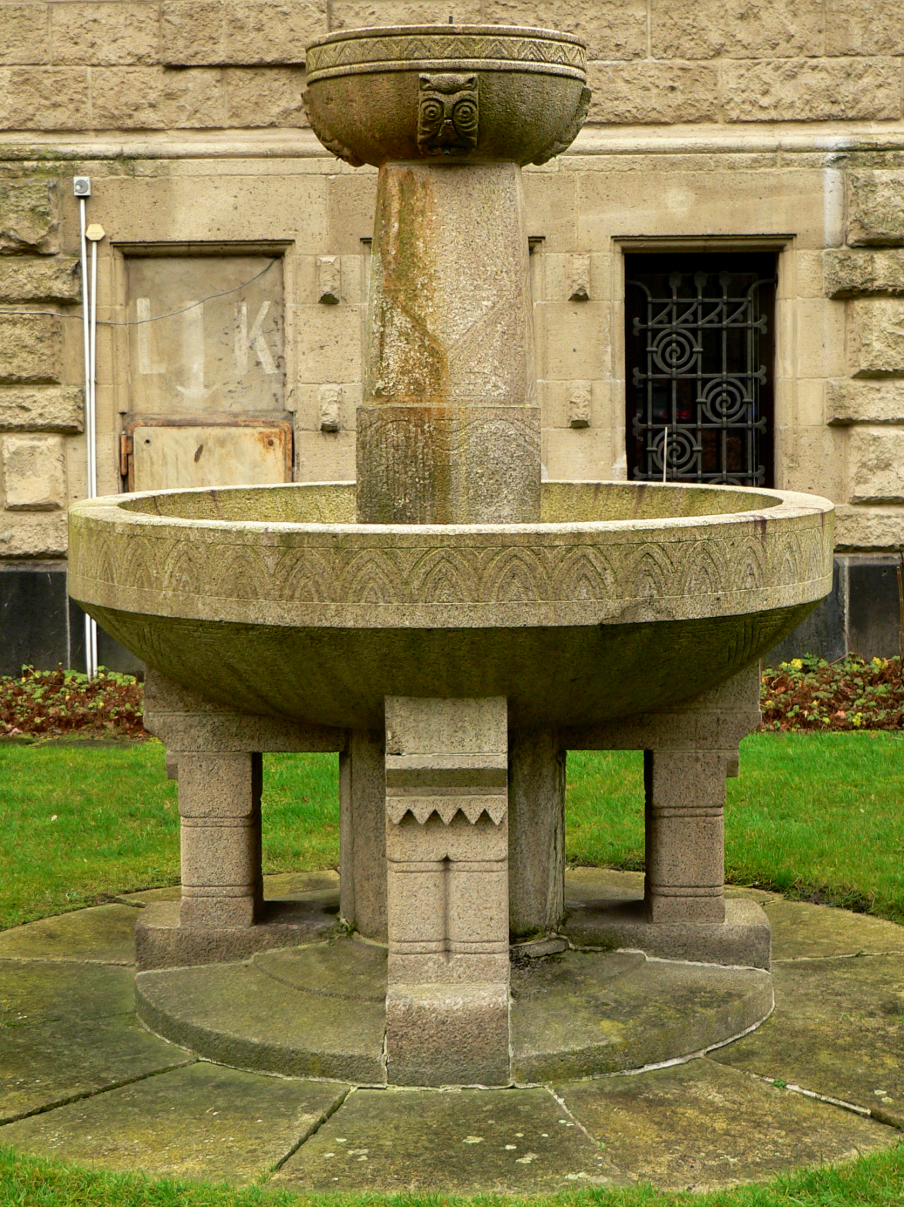
Brunnen
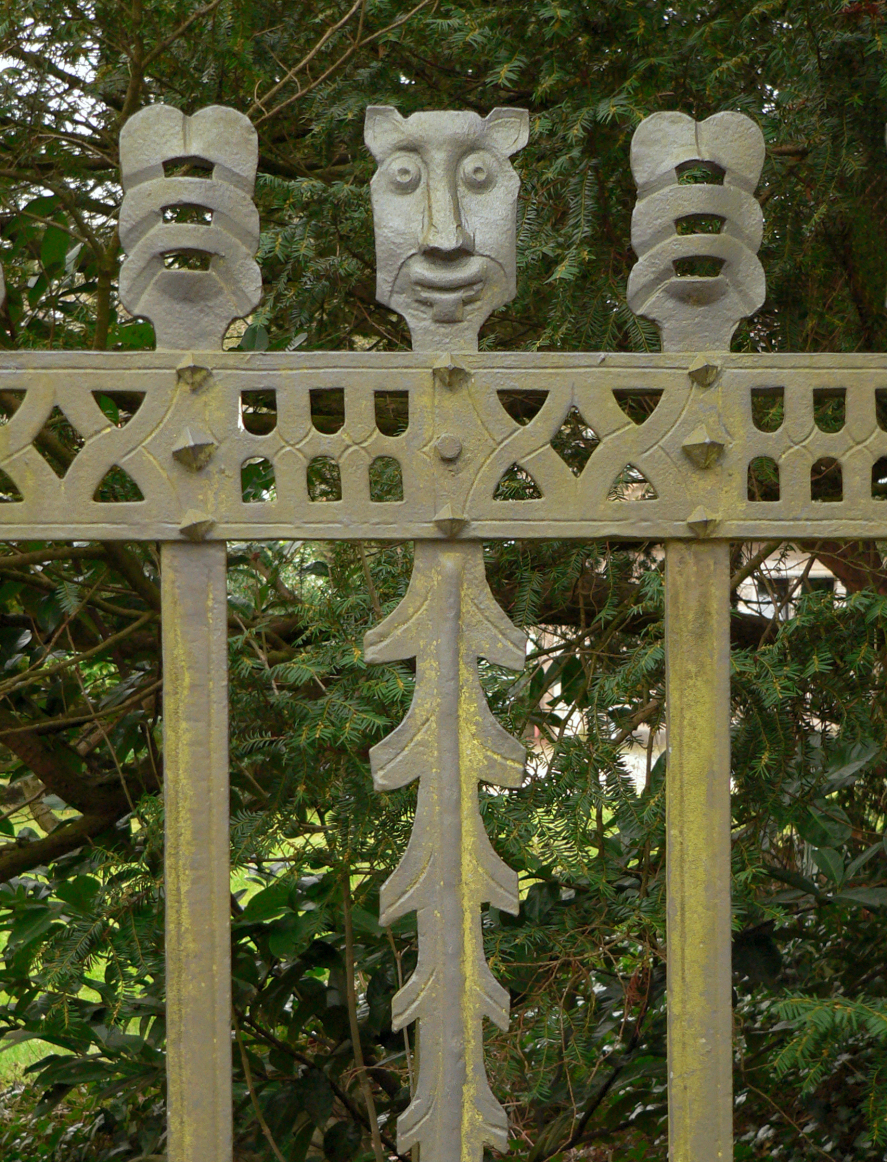
Detail der Grundstückseinfriedung

### Inneres
Die ursprüngliche Aufteilung im Gebäudeinneren bestand aus den Wohn- und Repräsentationsräumen im erhöhten Erdgeschoss und den Schlafräumen im Obergeschoss. Erschlossen wird das Gebäude durch eine Marmortreppe vom Sockelgeschoss in die große Eingangshalle im Erdgeschoss. Von dort führt eine Holztreppe ins Obergeschoss. In den Innenräumen mit 1000 m² Wohnfläche setzt sich die reichhaltige und phantasievolle Gestaltung des Äußeren fort. Sie besteht aus Wandmalereien, Holzvertäfelungen mit Schnitzwerk, Kassettendecken, Marmorverkleidungen, Stuck und Mosaikfußböden.

## Geschichte
Die Villa liegt in einem Gebiet, das sich Ende des 19. Jahrhunderts auf Beschluss des hannoverschen Magistrats zu einem vorbildlichen Villenquartier entwickeln sollte. Die Bebauung zu einem gehobenen Wohnviertel des wohlhabenden Bürgertums hatte 1865 zeitgleich mit der Einrichtung des dort gelegenen Zoos begonnen und setzte sich bis zum Ersten Weltkrieg fort. Um sich einen repräsentativen Wohnsitz zu schaffen, erwarb Georg Ebeling in dem Bereich 1902 drei Parzellen eines unbebauten Eckgrundstücks an der damaligen Tiergarten- und heutigen Loebensteinstraße. Anschließend beauftragte Ebeling den 24-jährigen hannoverschen Architekten Ferdinand Eichwede mit dem Bau auf dem etwa 2100 m² großen Grundstück. Für Eichwede war es der erste Auftrag nach dem Studium. Ebeling wollte ursprünglich eine Villa im neubarocken Stil, ließ sich aber von Eichwedes Begeisterung für die Neuromanik anstecken. Die Bauarbeiten erfolgten in den Jahren 1903 und 1904, was auch eine steinerne Bauinschrift über dem Hauseingang besagt. Die Baukosten beliefen sich auf 1,5 Millionen Goldmark.

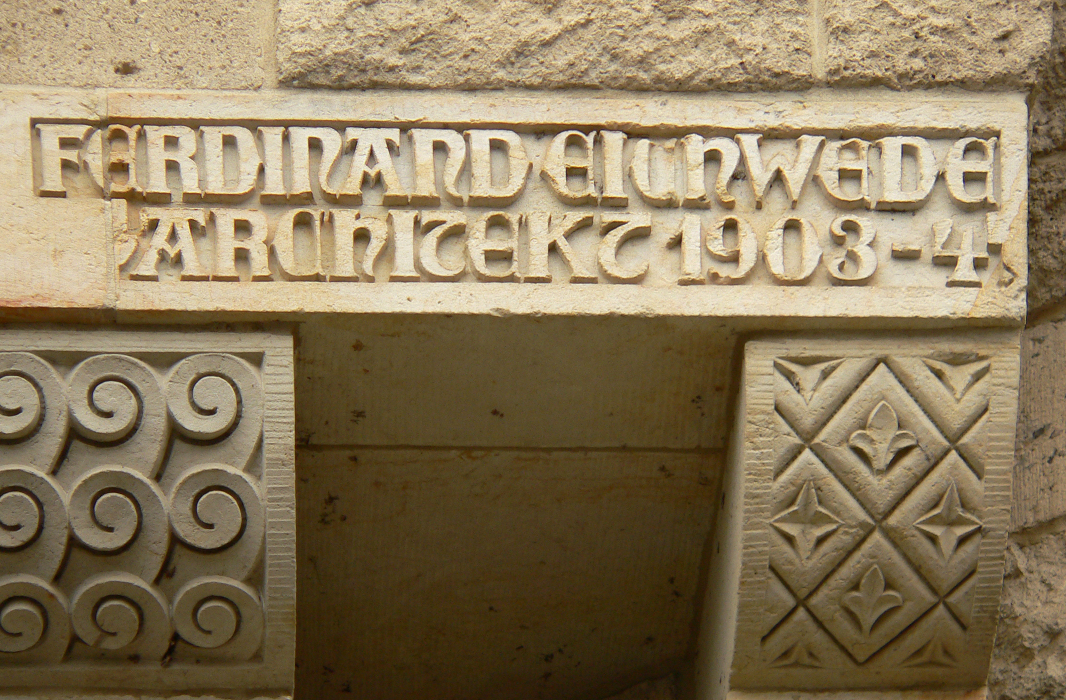
Bauinschrift „Ferdinand Eichwede Architekt 1903–4“

Georg Ebeling und seine Ehefrau Alwine bezogen das Gebäude 1905 und lebten darin bis zu ihrem Tod im Jahr 1925. Danach übernahm ihr Sohn Victor die Villa. Während des Zweiten Weltkriegs erlitt die Villa bei den Luftangriffen auf Hannover leichte Schäden durch den Streiftreffer einer Bombe. Sie riss ein Türmchen ab, deckte einen Teil des Daches ab und zerstörte Glasfenster. Nach dem Tod von Victor Ebeling 1969 erbte sein Sohn Wolfgang das Gebäude und lebte darin bis 1979. Nach einem Verkauf an eine Immobiliengesellschaft und 1989 an eine Versicherung kam das Gebäude 2005 an einen Unternehmer, der es 2010 aufwändig restaurieren ließ. Heute (2022) wird die Villa als Gewerbeimmobilie für Bürozwecke auf rund 830 m² genutzt.

## Bewertung
Bereits nach der Fertigstellung wurde die Villa in Bauzeitschriften als besondere architektonische Leistung gewürdigt. Durch die Ornamentik und das kostbare Material sei ein seltener Reichtum an Pracht entstanden, der die Wohlhabenheit des Besitzers ausdrücke. In der 1983 erschienenen Denkmaltopographie für Hannover wird die Villa als der herausragendste Bau innerhalb des Villenviertels beschrieben. Heute wird die Villa vereinzelt als eine Mischung zwischen Märchenschloss und Trutzburg beschrieben. Laut der Denkmalbegründung des Niedersächsischen Landesamtes für Denkmalpflege besteht an der Erhaltung des Gebäudes aufgrund seiner orts-, siedlungs-, bau- und kunstgeschichtlichen Bedeutung ein öffentliches Interesse. Wegen seiner außergewöhnlichen Gestaltung komme ihm eine künstlerische Bedeutung zu. Auch sei das Bauwerk ein bedeutender Teil des Gesamtwerks des Architekten Ferdinand Eichwede.